# Puente de la Pesquera
El puente de la Pesquera erróneamente llamado antiguo puente de Quintos o puente de Quintos medieval, fue un puente de la Edad Moderna enfocado a la piscicultura aproximadamente entre los siglos XVII y XVIII, situado sobre el río Esla enfrente del castro de El Castillón, en la margen de Granja de Moreruela rayando con el término de Santa Eulalia de Tábara, en la provincia de Zamora, España.
Por contra de la creencia popular, este puente no era el antecesor del puente Quintos ni cruzaba el Esla de orilla a orilla, sino que era un puente enfocado a la piscicultura. En la actualidad, el puente se encuentra completamente sumergido por la crecida de las aguas del Esla tras la construcción de la presa de Santa Eulalia de Tábara y la de Ricobayo.

## Características
El puente no permite atravesar el cauce del Esla, sino que une la orilla izquierda con una pesquera que configura un brazo del río y que aloja un canal.
Se trata de un puente de planta recta, de unos 50 m de longitud, que estaba formado por seis bóvedas de lajas planas de piedra de luces diferentes, de las cuales la primera (desde el centro del cauce y la pesquera) y la segunda (la más grande, que posee una altura de unos 4,85 m sobre el cauce medio y una luz de 10 m) son de cañón, y presentan ligeras deformaciones en la directriz semicircular. Las tres restantes, más próximas a la orilla, son más pequeñas y son bóvedas escarzanas, de las cuales la luz menor cuenta con 3,40 m. La cuarta está completamente derruida.
La rasante es alomada, y la anchura del tablero es de 1,65 m. Las pilas cuentan con tajamares apuntados aguas arriba y circulares aguas abajo. Bajo el estribo más próximo a la pesquera existe un canal de desviación del agua de la pesquera hacia el cauce del brazo del Esla.
Sobre la bóveda mayor se conservan resto de las jambas de una puerta que debió restringir el acceso a la pesquera, y que aún se levantan 2.10 m sobre la rasante. La fábrica es de mampostería tosca de piedra del sierro, de tamaño variado y rejuntada con mortero de cal que ha desaparecido en numerosas zonas. Solo los tajamares y las pilas muestran elementos de sillería toscamente labrada.
Su estado es de conservación es de gran deterioro, tanto lo que respecta al puente como al conjunto de las presas y la pesquera.